# توربن كريس
توربن كريس (بالدنماركية: Torben Chris)‏ هو كوميدي ارتجالي دنماركي، ولد في 13 فبراير 1977.

## وصلات خارجية
- توربن كريس على موقع IMDb (الإنجليزية)
- توربن كريس على موقع روتن توميتوز (الإنجليزية)
- توربن كريس على موقع تيرنر كلاسيك موفيز (الإنجليزية)
- توربن كريس على موقع أول موفي (الإنجليزية)
- توربن كريس على موقع قاعدة بيانات الفيلم (الإنجليزية)